# Droga wojewódzka 988
Die Droga wojewódzka 988 (DW 988) ist eine 43 Kilometer lange Droga wojewódzka (Woiwodschaftsstraße) in der polnischen Woiwodschaft Karpatenvorland, die Babica mit Warzyce verbindet. Die Strecke liegt im Powiat Strzyżowski und im Powiat Jasielski.

## Streckenverlauf
Woiwodschaft Kleinpolen, Powiat Strzyżowski
-  Babica (DK 19)
- Czudec
- Zaborów
- Glinik Zaborowski
- Glinik Charzewski
- Żarnowa
-  Strzyżów (Strezow/Strzezow) (DW 989)
- Dobrzechów
- Kożuchów
- Kalembina
-  Wiśniowa (DW 986)
- Pułanki
- Frysztak (Freistadt)
-  Twierdza (DW 990)
- Lubla

Woiwodschaft Kleinpolen, Powiat Jasielski
-  Warzyce (DK 28)